# Omoño
Omoño es una pedanía del municipio de Ribamontán al Monte, en la comunidad autónoma de Cantabria, España.

## Datos básicos
En el año 2008 contaba con una población de 182 habitantes (INE). La localidad se encuentra a 30 metros de altitud sobre el nivel del mar, y a 6 kilómetros de la capital municipal, Hoz de Anero.

## Patrimonio arqueológico

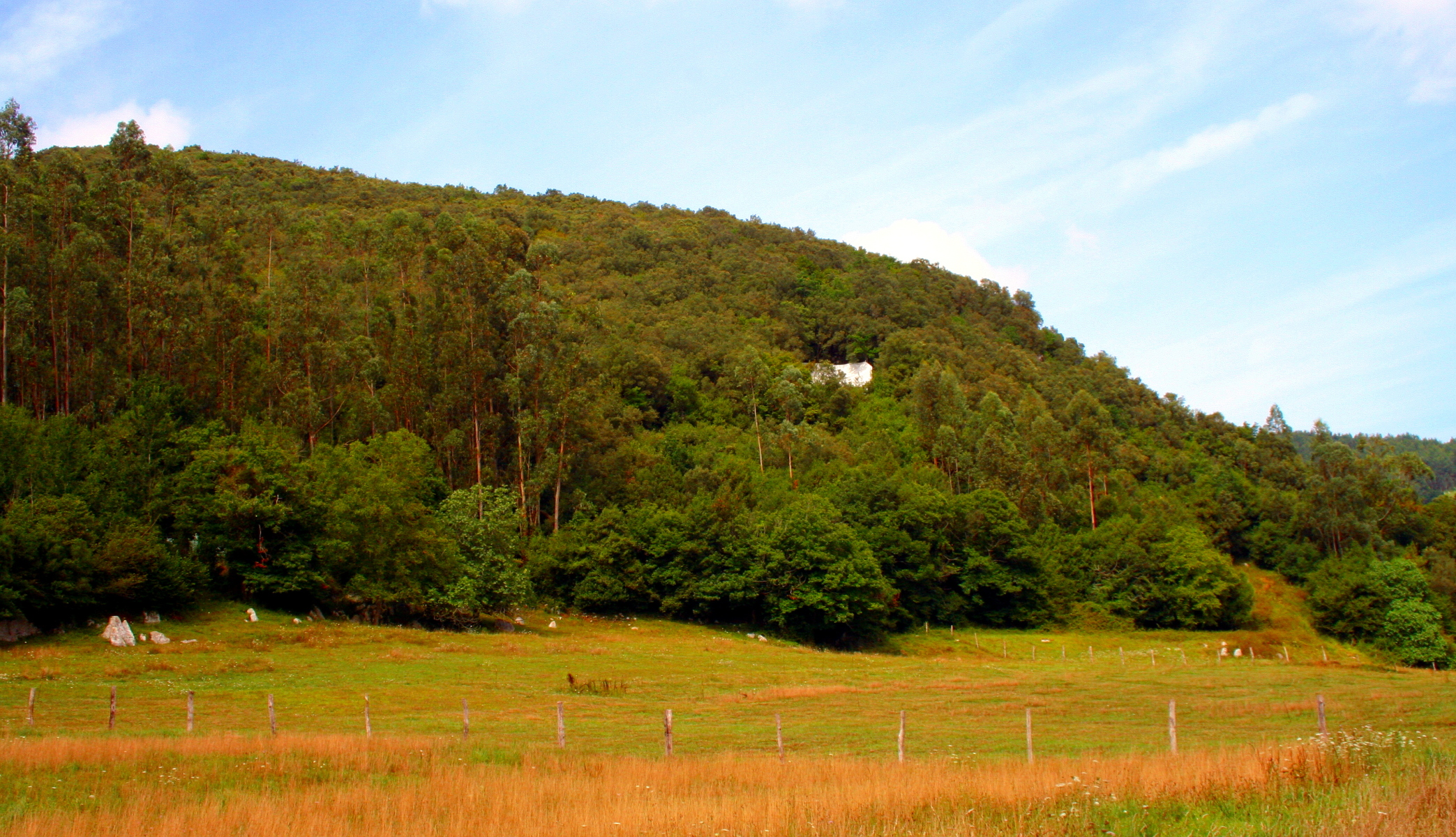
Localización de la Cueva de La Garma debajo de la lona blanca.

En el monte de este pueblo se abre la Cueva de La Garma, a la que se llega desde el núcleo de población siguiendo un sendero. Un poco antes de ella se encuentra la Cueva del Mar, de menos importancia.